# Flagey (Haute-Marne)
Flagey é uma comuna francesa na região administrativa de Grande Leste, no departamento de Haute-Marne. Estende-se por uma área de 8,32 km². Em 2010 a comuna tinha 85 habitantes (densidade: 10,2 hab./km²).